# 2024年堅定捍衛者演習
2024年堅定捍衛者演習（英語：Steadfast Defender 2024）是一個北約軍事演習，在2024年2月至5月進行，模擬成員國受到外國攻擊而觸發北約第五條款。這次演習是堅定捍衛者演習系列，是冷戰後最大規模的演習。

## 演習規模
參與演習的部隊總數達90,000人。英國宣佈會派出2萬人派參，其中1.6萬人是英國陸軍，英國皇家海軍則派出2千人。波蘭則派出1.5萬人參與，德國1萬人，而荷蘭則派5千人。